# Oblężenie Dunkierki
Oblężenie Dunkierki (znane również jako II bitwa o Dunkierkę) – wielomiesięczna bitwa stoczona na Froncie zachodnim II wojny światowej. Trwała od września 1944 r., kiedy jednostki kanadyjskiej 2 Dywizji Piechoty otoczyły ufortyfikowane miasto i port Dunkierka w północnej Francji, po czym były one oblegane przez siły alianckie do końca wojny. Niemieckie jednostki w fortecy wytrzymały pierwsze próby zdobycia miasta przez wojska kanadyjskie, a ponieważ otwarcie portu w Antwerpii było dla aliantów ważniejsze, dowódca 21 Grupy Armii, feldmarsz. Bernard Law Montgomery postanowił blokować Dunkierkę siłami 1 Czechosłowackiej Brygady Pancernej. Twierdza dowodzona przez adm. Friedricha Frisiusa ostatecznie poddała się 9 maja 1945 r. czechosłowackiemu generałowi, Aloisowi Lišce.

## Tło sytuacyjne
1 Armia Kanadyjska została rozlokowana na lewym odcinku linii natarcia 21 Grupy Armii. Rozkaz Montgomery’ ego nakazywał im oczyścić porty na wybrzeżu kanału La Manche przed dalszym marszem do Holandii. Większość miast portowych została jednak silnie ufortyfikowana przez Niemców i pomimo złej jakości żołnierzy jej garnizonów nie dało się ich zdobyć z marszu; konieczne były starannie przygotowane ataki z użyciem różnych rodzajów wojsk.

Porty były potrzebne do zaopatrywania armii alianckich, a brak takich obiektów zatrzymał lub spowolnił wiele działań ofensywnych już we wrześniu. Montgomery oszacował, że porty przy kanale La Manche będą wystarczające dla jego potrzeb i tego poglądu bronił do połowy września. Na rozkaz gen. Dwighta Eisenhowera, Najwyższego Dowódcy Alianckich Sił Ekspedycyjnych, Montgomery zmodyfikował swoje instrukcje wydane kanadyjskiemu dowódcy Harry' emu emu Crerarowi w dniach 13–14 września: 

Potrzeba wczesnego rozpoczęcia korzystania z portu w Antwerpii okazała się tak pilna, że jestem gotów zrezygnować dla niego z operacji przeciwko Calais i Dunkierce. [...] Dunkierka zostanie pozostawiona na później; na razie będzie jedynie izolowana

Mimo to, Calais zostało jednak zaatakowanie i zdobyte w ramach operacji Undergo, przynajmniej częściowo z powodu potrzeby uciszenia artylerii nadbrzeżnej znajdującej się w pobliżu miasta. Siły, które mogły zostać użyte do zdobycia Dunkierki, zostały jednak odesłane do oczyszczenia ujścia Skaldy, co miało pozwolić alianckiej żegludze uzyskać otwarty dostęp do nieuszkodzonego portu w Antwerpii. Zamiast szturmować miasto, mniejsze siły alianckie miały utrzymywać je w stanie permanentnego oblężenia.

## Atak
W pierwszych tygodniach oblężenia, gdy siły alianckie były rozmieszczane na pozycjach wyjściowych do ataku w kierunku Skaldy, kilka formacji odesłano do blokowania Dunkierki. Kanadyjska 5 Brygada Piechoty, wchodząca w skład 2 Dywizji Piechoty, została zluzowana przez 4 Brygadę Sił Specjalnych (formację Royal Marines Commando), którą z kolei zastąpiła w linii 154 Brygada Piechoty. Jednak większość działań związanych z oblężeniem przeprowadzała 1 Czechosłowacka Brygada Pancerna, od początku października do ostatecznego upadku Dunkierki. Niemiecki garnizon składał się z szerokiej palety uzbrojonych ludzi, pochodzących z różnych formacji, w tym spieszonych marynarzy Kriegsmarine i personelu naziemnego Luftwaffe, w mniejszej części z żołnierzy sił lądowych i żandarmerii wojskowej oraz stałej obsady twierdzy. Na miejscu był też oddział ok. 2 tys. żołnierzy Waffen-SS. Całkowita siła garnizonu przekroczyła 10 tys. ludzi. Wielu z nich to niedobitki z pięciu dywizji (49., 266., 346., 711. i 97.), które zostały rozbite podczas kampanii w Normandii i wycofały się do Dunkierki. Samo miasto było silnie ufortyfikowane i dobrze zaopatrzone, tak by mogło wytrzymać długie oblężenie.
Kanadyjczycy zbliżyli się do Dunkierki z południowego zachodu. W dniach 7-8 września 5 Brygada Piechoty zdobyła Bourbourg, około 13 km od samego miasta. Zewnętrzny pierścień niemieckiej obrony przebiegał przez wioski Fort-Mardyck, Loon-Plage, Spycker, Bergues i Bray-Dunes, 7–12 km od rogatek Dunkierki. Żołnierze pułku Calgary Highlander zaatakowali Loon-Plage 7 września i natknęli się na silny opór, w wyniku czego ponieśli taką liczbę ofiar, że każda z jego kompanii została zredukowana do mniej niż 30 ludzi zdolnych do walki. Wieś zdobyto dopiero po wycofaniu się Niemców. W ciągu następnych dziesięciu dni jednostki kanadyjskie wgryzły się jednak w peryment obronny, zdobywając Coppenaxfort 9 września, Fort-Mardyck 17 września, oba na zachód od miasta, a 15 września Bergues, Veurne, Nieuwpoort i De Panne na wschód od Dunkierki. Trzy ostatnie miejscowości znajdują się już na terytorium Belgii i zostały szybko zajęte dzięki dokładnym danym wywiadowczym otrzymanym od Belgijskiej Białej Brygady, miejscowego ruchu oporu. Bray-Dunes i pobliske Ghyvelde, zostały wyzwolone 15 września, przy wsparciu lotniczym po nieudanych początkowych atakach.
Po tych walkach stało się jasne, że niemieccy obrońcy Dunkierki nie zostaną pokonani bez generalnego szturmu na miasto. Biorąc pod uwagę potrzebę oczyszczenia ujścia Skaldy od brzegów Morza Północnego aż do Antwerpii oraz prawdopodobieństwo, że Dunkierka będzie miała ograniczone zastosowanie jako port dostawczy w wyniku sabotażu dużej części instalacji portowych, główne jednostki kanadyjskie zostały przesunięte do innego sektora frontu. W tym czasie pobliska Ostenda z łatwością wpadła w ręce Kanadyjczyków po wycofaniu się Niemców, a jego port został częściowo otwarty 28 września, co złagodziło problemy zaopatrzeniowe aliantów. Dunkierka nie była już warta wysiłku i ofiar dla jej zdobycia.

## Oblężenie
Siły alianckie wokół Dunkierki miały jedynie powstrzymywać niemiecki garnizon przed organizowaniem wypadów na przedpolach miasta i zminimalizować ich chęć do walki poprzez nieustane rozpoznanie bojem, ostrzały artyleryjskie, bombardowanie z powietrza oraz działania propagandowe. Morskie szlaki zaopatrzeniowe wciąż używane przez niemieckie statki miały zostać odcięte. Spośród wszystkich niemieckich garnizonów-fortec na wybrzeżu kanału La Manche Dunkierka wydawała się być najsilniej broniona. Garnizon udaremnił wczesne natarcia Kanadyjczyków z wystarczającą zawziętością, aby odwieść ich od pomysłu ataku na pełną skalę. Na tym etapie inne priorytety zmusiły Kanadyjczyków do skupienia się na patrolowaniu terenu i lokalnych kontratakach. 16 września 2 Dywizja Piechoty została zluzowana przez 4 Brygadę Sił Specjalnych. W nocy z 26 na 27 września komandosów zastąpili żołnierze 154 Brygady Piechoty z 51 Dywizji  Piechoty Highland. Niemcy próbowali skorzystać z nieuniknionego zamieszania spowodowanego zmianą na alianckich liniach, przeciwko żołnierzom 7. batalionu Pułku Black Watch w Ghyvelde i przeciwko 7. batalionowi Pułku Argyll w pobliskim Bray-Dunes. Oba ataki zostały odparte, ale dopiero po częściowym zajęciu kwatery głównej pułku Argyll i zniszczeniu wszystkich domów w Ghyvelde. Z inicjatywy Francuskiego Czerwonego Krzyża wynegocjowano rozejm w dniach 3–6 października, aby umożliwić ewakuację 17 500 francuskich cywilów oraz rannych zarówno po stronie alianckiej, jak i niemieckiej. Rozejm został przedłużony, aby umożliwić Niemcom przywrócenie obrony, która została zdjęta, aby umożliwić ewakuację.
9 października zadania związane z oblężeniem przejęła 1 Czechosłowacka Brygada Pancerna pod dowództwem gen. Aloisa Liški. Czechosłowacy dokonywali częstych wypadów na wschodnie przedmieścia Dunkierki w celu utrudnienia funkcjonowania wojskom przeciwnika i wzięcia jeńców. Największy z tych ataków, przeprowadzony 28 października (w Święto Republiki Czechosłowackiej) zakończył się sukcesem i wzięciem ponad 300 jeńców. W listopadzie 1944 r. doszło do szeregu czeskich ataków i odwetowych niemieckich kontrataków, głównie we wschodniej części miasta. Zimą warunki bytowe obu walczących stron stały się bardzo trudne. Nisko położone tereny poza miastem zostały zalane, tworząc naturalną barierę utrudniającą dostęp do miasta i bardzo utrudniając ruch samochodowy oraz budowę kwater żołnierskich. Kanadyjscy strzelcy podali, że trzeba było uciekać z rowów strzeleckich, boki ziemianek zawaliły się, a transport zaopatrzenia został sparaliżowany. Morale czechosłowackich żołnierzy podtrzymywały jedynie turowe urlopy w pobliskich miejscowościach i mieście Lille. Sytuacja obrońców była w tym czasie jeszcze gorsza; doskwierała im coraz gorsza jakość żywności, niedostateczna opieka medyczna i nadzwyczaj surowa dyscyplina narzucana przez zdesperowanych oficerów.
W dniach 28 kwietnia i 2 maja 1945 r. Niemcom udało się dostarczyć garnizonowi pewną ilość zapasów za pomocą dwuosobowych okrętów podwodnych Seehund. Jednostki te były zwykle uzbrojone w dwie torpedy zamontowane na zewnątrz. W przypadku misji zaopatrzeniowych torpedy zastąpiono specjalnymi pojemnikami na żywność („torpedy maślane”). Podczas podróży powrotnych używali tych kontenerów do przewozu poczty od żołnierzu oblężonego garnizonu w Dunkierce do ich rodzin.

## Kapitulacja
Dopiero po generalnej kapitulacji Niemiec garnizon w Dunkierce poddał się bezwarunkowo gen. Aloisowi Lišce 9 maja 1945 r.